# Mendota (Kalifornia)
Mendota város az USA Kalifornia államában, Fresno megyében. Lakosainak száma 12 595 fő (2020. április 1.).

## Népesség
A település népességének változása:

| 2010 | 11 014 |
| 2020 | 12 595 |